# Bactrocera chorista
Bactrocera chorista
 es una especie de díptero que May describió por primera vez en 1962. Bactrocera chorista pertenece al género Bactrocera de la familia Tephritidae. 